# Скоркін Костянтин Юрійович
Скоркін Костянтин Юрійович (нар. 15 листопада 1978, Луганськ) — російський публіцист, письменник та громадський діяч українського походження. У минулому заступник голови правління Літературного угруповання «СТАН».
У 2014 році переїхав до Москви. З 2018 по 2022 працював у російському підрозділі американського think-tank «Центр Карнегі», сфера наукових інтересів — «дослідження політичного життя в Донбасі». Після початку російського вторгнення в Україну у 2022 емігрувал до Великої Британії, співпрацює з Carngie Endowment for International Peace , виданнями Meduza, Delfi, The Insider

## Біографія
Народився у Луганську. У 2001 закінчив історичний факультет Луганського національного педагогічного університету імені Тараса Шевченка.
Деякий час працював викладачем. З 2004 — працює у галузі журналістики. Був репортером, політичним оглядачем, редактором.
З 2008 по 2010 Костянтин Скоркін вів щотижневу колонку «Своевременные мысли». Тематика дописів — перебіг політичного життя та соціокультурних процесів в Україні та на пострадянському просторі. За політичними переконаннями— ліберал, прибічник відкритого суспільства.
З 2011 по 2015 — колумніст та постійний автор «Українського тижня».
У 2014 стажувався у Інституті гуманітарних наук (Відень).
У 2014—2016 автор європейського часопису Eurozine. Тематика дописів — гуманітарні аспекти війни на Донбасі.
З 2018 — дослідник think-tank Carnegie Center Moscow.

## Творчість
З 2001 — учасник Літературного угруповання «СТАН», учасник колективних збірок та публічних виступів цього творчого об'єднання. З 2007 — заступник голови правління Літературного угруповання СТАН з ідеологічної роботи.
Автор декількох повістей та оповідань, що друкувались у періодиці та антологіях. Головний мотив творчості — спроба описання життєвого досвіду та світогляду покоління «нульових років».
Автор численних статей культурологічного спрямування, автор або співавтор усіх маніфестів СТАНу.
З 2009 — автор постійної рубрики літературних рецензій «Книги иКС» порталу новин культури «Тиск світла».
У 2011 виступив, як автор ідеї та співупорядник першої в Україні антології соціальної поезії «Уроки шкідництва, діверсій та шпигунства», до якої увійшли тексти Сергія Жадана, Андрія Родіонова, Олени Заславської, Ярослава Мінкіна, Олександра Сігіди та Люби Якимчук.

## Громадська діяльність
Костянтин Скоркін був організатором акцій, спрямованих на популяризацію історії Луганщини, збереження пам'яті про видатних земляків: у 2007—2008 був координатором проекту «Великий луганчанин», в 2010 ініціював проект «Культурний герой Луганська».
У жовтні 2012 співорганізатор Першого молодіжного Форуму розмаїття у Луганську, присвяченного захисту громадянських прав меншин, експерт підсумкового Форуму розмаїття у Києві.
У 2012-2013 Костянтин Скоркін був головним аналітиком проекту «Культурна карта Луганська», спрямованого на виявлення перспективних шляхів культурного розвитку міста, автор тексту підсумкової публікації проекту (реалізація — ЛГ СТАН та Центр культурного менеджменту за підтримки Європейського культурного фонду).. Головними завданнями своєї праці автор вважає подолання стереотипів навколо рідного міста та пошук нової ідентичності для Луганська у пострадянський час.
24-25 квітня 2014 брав участь у конгресі інтелігенції «Україна-Росія: діалог» у Києві, який організував Михайло Ходорковський.
15-19 травня 2014 Костянтин Скоркін брав участь у міжнародній конференції Ukraine: Thinking Together. У своєму виступі Скоркін наголосив на завершенні пострадянського періоду розвитку українського соціуму та небезпеку суспільної варваризації, що загрожує паросткам цінностей європейської культури.
У 2016 Костянтин Скоркін брав участь у якості консультанта при створенні віртуального музею Luhansk Art and Facts — проекті присвяченому історії культурного та громадського життя Луганська у 2004—2014.

## Політична діяльність
У 2012 Костянтин Скоркін балотувався на виборах до Верховної Ради України у багатомандатному окрузі за списком політичної партії «Україна Майбутнього» (№ 24 у списку).